# Komuny ludowe

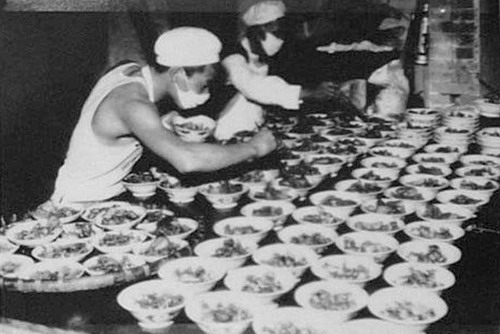
Zdjęcie z 1958 roku, ukazujące przygotowywanie jedzenia w komunalnej stołówce

Komuny ludowe (chiń. 人民公社, pinyin rénmín gōngshè) – podstawowe jednostki organizacyjne życia społeczno-gospodarczego na wsi wprowadzone w Chinach wraz z początkiem wielkiego skoku w 1958 roku. Zostały zlikwidowane na początku lat 80.
Tworzenie komun ludowych rozpoczęto w 1957 w ramach realizowania polityki trzech czerwonych sztandarów Mao Zedonga. W przeciągu trzech miesięcy przymusowo włączono w ich obręb 99% gospodarstw rolnych w Chinach i 740 tysięcy spółdzielni produkcyjnych. Ostatecznie na obszarze całego kraju powstało 26 tysięcy takich komun.
Według założeń Mao komuny miały przynieść szybki wzrost produkcji. Komuny na podległych sobie terenach przejęły całkowitą władzę administracyjną i wojskową. Podlegały im nie tylko sprawy gospodarki rolnej, ale także przemysłu, handlu, finansów, kultury, oświaty i opieki zdrowotnej. Członkom komun zabroniono posiadania prywatnego inwentarza i uprawiania przydomowych ogródków. Zabroniono nawet samodzielnego przygotowywania posiłków, a o wyżywienie wszystkich dbała wspólna, bezpłatna stołówka.
System komun ludowych w przeciągu dwóch lat doprowadził do zapaści gospodarczej i klęski głodu w Chinach, przyczyniając się do klęski wielkiego skoku. Gdy kierownictwo KPCh zdało sobie sprawę z ostatecznej klęski założeń Mao, pod koniec 1959 z inicjatywy Liu Shaoqi i Deng Xiaopinga przystąpiono do reorganizacji komun. Zniesiono wówczas wspólne stołówki i bezpłatne zaopatrzenie, przywrócono także prawo do posiadania ogródków przydomowych, prywatnego inwentarza oraz dniówki obrachunkowe. Zniesiono przymusową przynależność do komun, a środki produkcji i finanse kierowano do nowo tworzonych brygad produkcyjnych.
System komun ludowych powrócił ponownie wraz z początkiem rewolucji kulturalnej w 1967 roku. Ponownie odebrano chłopom prawo do hodowli przyzagrodowej, a na wieś zesłano ogromną liczbę ludzi uznanych za przeciwników rewolucji celem reedukacji przez pracę. W zatwierdzonej w 1975 roku nowej konstytucji ChRL zapisano prawnie komuny ludowe jako państwowy system organizacji produkcji rolnej, co potwierdziła kolejna konstytucja z 1978 roku.
Kres komunom ludowym przyniosły dopiero śmierć Mao Zedonga i reformy gospodarcze zainicjowane przez Deng Xiaopinga na początku lat 80.  W sierpniu 1979 roku w Syczuanie rozwiązano pierwszą komunę, a 12 grudnia 1981 roku OZPL oficjalnie zniósł system kolektywny na wsi, sankcjonując prawnie przywrócenie gospodarstw rodzinnych działających w systemie kontraktowej odpowiedzialności. W nowej konstytucji z 1982 roku wprowadzone zostały komitety wiejskie jako organ samorządu chłopskiego. Nowelizacja konstytucji z 1988 roku dopuściła obrót prawem do użytkowania gruntów.